# Dicladocerus betulae
Dicladocerus betulae är en stekelart som beskrevs av Yoshimoto 1976. Dicladocerus betulae ingår i släktet Dicladocerus och familjen finglanssteklar. Inga underarter finns listade i Catalogue of Life.